# M8火炎放射器
M8火炎放射器（M8かえんほうしゃき, M8 Portable One-Shot Flamethrower）は、アメリカで1957年に開発された携帯式火炎放射器。空挺部隊等でも使用できる兵站負担の小さい、軽量の火炎放射器である。重量は27ポンド (12 kg)と、M1/M2火炎放射器の半分程度である。1回分の燃料のみ充填されており、70ヤード (64 m)の長さの炎を4から5秒ほど噴出させられる。

## 参照
1. 1 2 3  Jeffery K. Smart. “A Century of Innovation THE ARMY'S CHEMICAL AND BIOLOGICAL DEFENSE PROGRAM” (PDF). p. 37. 2020年10月4日閲覧。
2. ↑  United States. Army Department. “1957 Progress, United States Army Reports”. 2020年10月4日閲覧。